# هری استاتز
هری استاتز (انگلیسی: Harry C. Stutz؛ ۱ ژانویهٔ ۱۸۷۶ – ۱ ژانویهٔ ۱۹۳۰) کارآفرین اهل ایالات متحده آمریکا بود، که در سال ۱۹۱۱ شرکت استاتز موتور را تأسیس کرد.